# Fakhr ad-Dîn ar-Râzî
Ne pas confondre avec Ibn Zakariya al-Razi, dit Rhazès, philosophe et médecin, mort trois siècles plus tôt
Pour les articles homonymes, voir Razi.
Abou Abdullah Mohammad ibn Omar ibn al-Husayn at-Taymi al-Bakri at-Tabaristani Fakhr al-Din al-Razi Tabaristani (en arabe : أبو عبدالله محمد بن عمر بن الحسن بن الحسين بن علي التيمي البكري فخرالدین الرازی طبرستانی) ou Fakhr ad-Dîn ar-Râzî Amoli ou plus simplement Fakhroddîn Râzî, théologien et philosophe persan né à Ray (Empire seldjoukide) en 1150, et mort en 1210 à Hérat (Empire khwarezmien, aujourd'hui en Afghanistan),.
Musulman d'obédience sunnite chaféite, il enseigna la théologie musulmane. Il étudia aussi la philosophie, la médecine, l'astronomie et la logique. Il écrivit un grand nombre d'ouvrages, en arabe et en persan, dont les principaux sont : Les Notations sur les principes de la religion, Le Précis des idées des savants, des philosophes et des théologiens anciens et récents et Le Grand Commentaire du Coran (aussi connu sous le titre Les Clés de l'invisible).
« Exigeant dans ses démonstrations, Rāzī fut un esprit avide de sciences et non bridé par les préjugés ».
Sa dépouille repose dans un mausolée à Hérat.

## Biographie
| \| Situation de Ray en Iran \| Situation de Ray en Iran |
| Situation de Ray en Iran                                |

Il est né à Rayy, ville située aujourd'hui dans la province de Téhéran. De là vient son nom (nisba) d'al-Rāzī. Il s'est instruit auprès de son père, qui était théologien asharite et auteur de sermons réputés. C'est pourquoi on l'a surnommé ibn al-Khaṭīb (« le fils du prêcheur »). Quant à son nom Fakhr ad-Dīn, il signifie : « la gloire de la religion ». Il a poursuivi sa formation à Nishapur, un centre intellectuel réputé de Perse. De retour à Rayy, il suit l'enseignement d'al-Majd al-Jīlī, un disciple d'al-Ghazalī,. À cette époque, il découvre les œuvres d'Avicenne, soit à Nishapur, soit par l'intermédiaire d'al-Jīlī. Il se déplace beaucoup, d'abord à Maragha où il suit al-Jîlî. Puis il enseigne à Marand, Hamadhan, puis en Transoxiane, à Samarcande. Tracassé par des opposants traditionalistes à ses cours, il se met au service de la famille Ğurid, en Afghanistan, vers 1200,. Le sultan des Ğurid ouvre pour lui une madrasa à Hérat,.
À Hérat, il tombe malade et meurt en 1210. Son esprit encyclopédique, ses succès, sa fierté, mais aussi sa passion dans les débats, voire son agressivité, ont suscité des jalousies et lui ont valu beaucoup d'inimitiés, notamment de la part des traditionalistes hanbalites. Il n'est pas impossible qu'il soit mort empoisonné. Frank Griffel rapporte que sa famille a dû simuler un enterrement et rapatrier sa dépouille en cachette afin de la soustraire à ses ennemis, de crainte qu'ils ne la mutilent.
Penseur aux facettes multiples, il a écrit aussi bien dans le domaine du kalām (théologie) que du fiqh, de la philosophie, de la logique, de l'astronomie, de la médecine (il a écrit un livre sur le pouls et un commentaire du Qānūn d'Avicenne), de la minéralogie et de la physique. Sa curiosité l'a poussé à s'intéresser aussi à l'alchimie, à l'astrologie et à la physiognomonie. Roger Arnaldez conclut un article qu'il lui a consacré en ces termes : « Il n'est ni sectaire ni partisan ; il veut bien plutôt accueillir dans son vaste système tout ce qui peut contribuer à construire une pensée musulmane cohérente, solide, riche et ouverte.»

## Contexte

### Politique
Ar-Rāzī vit à une époque troublée. Le califat abbasside est sur le déclin. Le calife de Bagdad est affaibli,. Il est difficile de gouverner le territoire, très étendu, de l'Empire abbasside. Aussi, l'autorité est confiée à des gouverneurs, qui sont parfois tentés de s'emparer du pouvoir. Les Seljoukides, qui ont pris la Ville ronde en 1055, ont laissé le calife en place. Mais en se proclamant sultans, ils exercent le pouvoir véritable. Nizam al-Mulk, le protecteur d'al-Juwaynī, a été assassiné en 1092. À l'ouest, les Croisades, dont la première se solde par la prise de Jérusalem en 1099, contribuent à cet affaiblissement. À l'Est, les Ghaznévides ont dû reculer devant les Seljukides, mais sont restés maîtres en Afghanistan. Les Seljuqides eux-mêmes se divisent, se partagent l'Empire en de multiples dynasties, et ont pour annemis les Assassins. La dynastie abbasside va reprendre un temps l'autorité qu'elle avait cédée. Trois califes se succèdent pendant la vie d'Ar-Razī : al-Mustandjid (règne de 1160 à 1170), al-Mustadi (1170-1180), enfin an-Nasir. Ce dernier, qui règne de 1180 à 1225, parvient à défaire les Seljukides : en 1194, le sultan Tuğrul III meurt au combat. Il tente de restaurer l'autorité du califat et parvient à une alliance avec la secte chiite des Assassins. Mais l'Empire sera balayé par l'invasion mongole menée par Houlagou Khan, petit-fils de Genghis Khan, en 1258, qui met à sac Bagdad. Le calife Al-Musta'sim est tué.
En Afghanistan, Les Ghurides ont remplacé les Ghaznévides : Ghazna est prise en 1150, l'année de naissance d'Ar-Rāzī. Les Ghaznévides sont totalement défaits en 1186. Mais Muhammad Ghûrî est assassiné en 1206. Des mamelouks fondent alors le sultanat de Dehli.
Les thèmes politiques sont peu présents dans l'œuvre de Fakhr al-Din. Mais son œuvre entière peut être lue comme un reflet de la politique des califes, particulièrement d'al-Nasir, pour restaurer l'empire sous l'unité de l'islam. En effet, le travail de Fakhr ad-Din est un effort de conciliation, entre philosophie et kalâm, entre acharisme et mutazilisme.

### Climat religieux
L'islam lui aussi est divisé. Des conflits, parfois violents, ont éclaté, notamment à Bagdad, entre sunnites et chiites. L'arrivée des seljoukides en 1055 a provoqué la fuite des chiites. Mais les dissensions internes au sunnisme sont alors apparues au grand jour, particulièrement les querelles entre mutazilites et hanbalites. Les Seljoukides, surtout Nizam al-Mulk, parviennent à assurer une unité fondée sur un enseignement unifié de l'islam, grâce à un réseau de médersas. Mais au XIIe siècle, l'islam est désuni. À la division entre sunnites et chiites s'ajoutent, chez les sunnites, les conflits entre chaféites, hanéfites et hanbalites,. Sans compter les mutazilites, et de nombreuses sectes aujourd'hui disparues, comme les karramites, dont nous avons connaissance justement grâce à des auteurs comme al-Baghdadī et Ar-Razi. Ce dernier, par exemple dans le Traité des Noms divins, expose les doctrines des différentes écoles, avec impartialité, avant de les examiner. Ar-Razi lui-même a dû affronter l'hostilité de ses adversaires,. Il a rencontré des mutazilites dans le Khwarezm, mais le dialogue avec eux a tourné court,.
Parmi ces différents courants, le mysticisme soufi a fait son apparition : au IXe siècle sont publiées les premières œuvres. Le soufisme se constitue en tant que discipline nouvelle au sein du sunnisme pendant le Xe siècle. Des manuels sont rédigés, des couvents sont fondés. La première confrérie est créée à la fin du règne des Seljoukides. Le principal représentant du soufisme au XIIe siècle est Ibn Arabi. Contemporain de Fakhr ad-Din, il lui écrit une lettre dont on ne sait pas quelle influence elle a pu avoir sur la pensée d'Ar-Razi. Mais ce dernier, dans le Traité des noms divins, lorsqu'il examine les réponses possibles aux problèmes qu'il soulève, prend soin de  citer les maîtres soufis, qu'il connaît donc. Selon Michel Vâlsan, cité par Maurice Gloton, cette lettre, qui l'exhorte à « entrer dans la voie des exercices et des efforts spirituels » l'aurait en effet encouragé à s'initier au soufisme à la fin de sa vie. Elle témoigne en tous cas de la conscience, chez Ibn ʿArabi, de dispositions pour la spiritualité soufie de la part d'Ar-Razi.

### Climat intellectuel
Depuis al-Ghazali, mort en 1111, les temps ont changé. L'auteur du Tahafut prenait la précaution de ne pas citer les noms des philosophes qu'il critiquait, parce qu'il reprenait également à son compte certaines de leurs thèses. En revanche, Ar-Razi ne cache pas ses références à Avicenne. La falsafa (philosophie inspirée d'Aristote) s'est déjà introduite dans le kalam, par le biais d'al-Ghazali et avant lui d'al-Juwayni, mais aussi d'al-Baghdadi. Ce dernier, dans le Kitab al-Mutabar, n'avait pas hésité à confronter les positions des théologiens asharites à celles des philosophes aristotéliciens, et parfois à trancher en faveur des falāsifa.

## Théologie
Ar-Rāzī est à la fois théologien et philosophe. Le kalām est la théologie rationnelle, ou justification du dogme par l'argumentation. Apparu dans les premiers temps de l'islam, il a progressivement évolué pour s'ouvrir aux concepts et méthodes des philosophes. Avec al-Ghazalī puis Ar-Rāzī, cette évolution atteint un apogée. Les adversaires d'Ar-Rāzī, notamment karramites, mais aussi certains soufis, l'accusent d'avoir franchi la limite qui distingue théologie et philosophie,,. Faḫr ad-Din devra s'en justifier dans son Taḥṣīl al-ḥaqq ve tahqiq al-khalq.

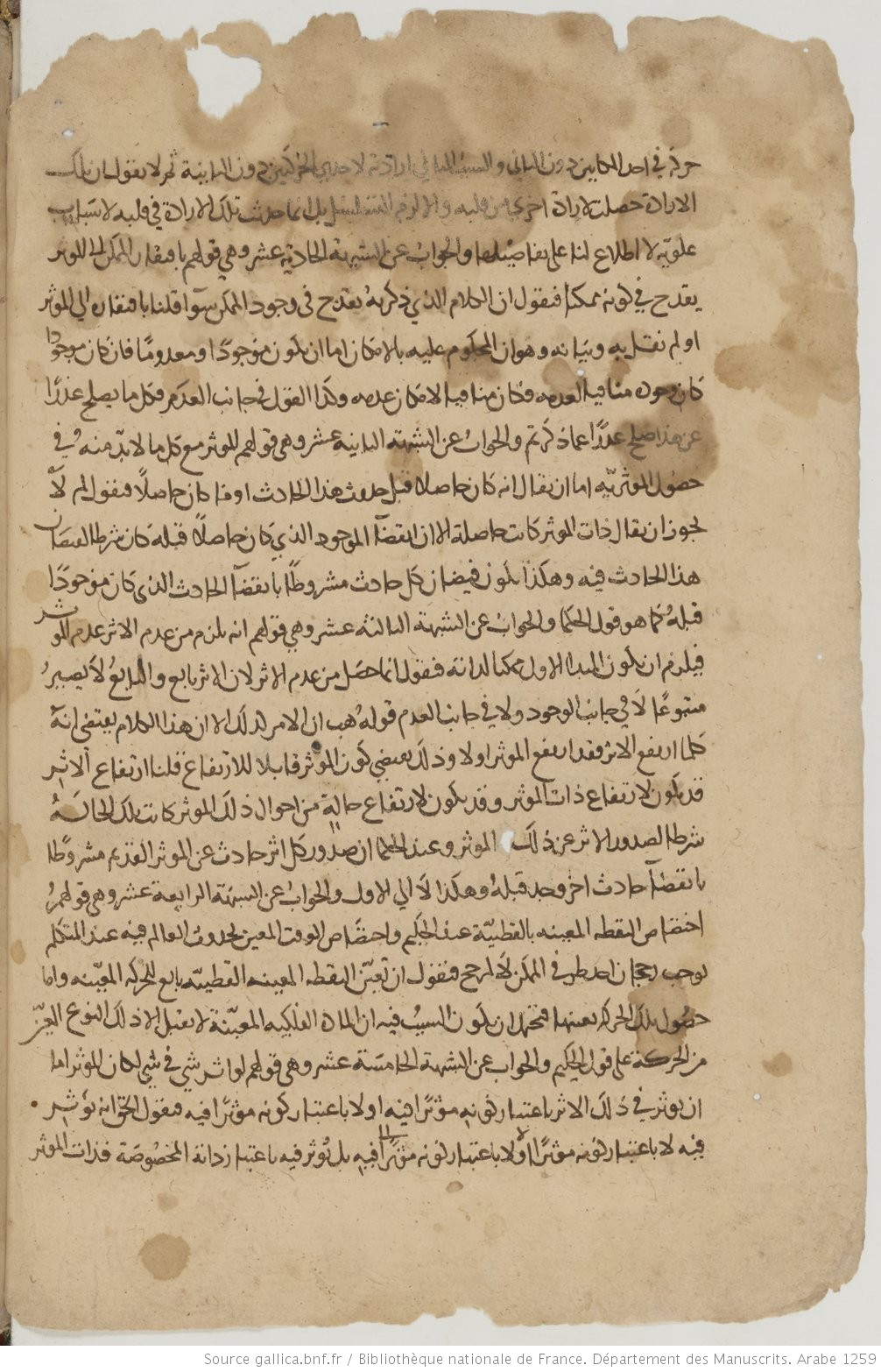
Manuscrit du al-Maṭālib al-'āliya de Faḫr al-Dīn al-Rāzī. BNF/Gallica

### Kalām et philosophie
Fakhr ad-Dīn est un théologien ashٴarite, l'un des plus influents après al-Ghazali. Il conserve plusieurs des thèmes présents dans le kalām de l'école depuis l'époque du fondateur al-Ashٴari. Par exemple, l'idée que Dieu, tout-puissant, est la seule cause efficiente dans l'univers. Au sujet des actions humaines, il reprend la thèse selon laquelle nos actes sont créés par Dieu, et seulement « acquis » par nous. La volonté humaine n'est qu'une cause secondaire, elle-même causée par la liberté de Dieu. Il conserve également l'idée que le monde est composé d'atomes,, conception présente déjà chez al-Ashٴari et ses disciples comme al-Baqillanī.
Mais il poursuit l'intégration de la philosophie dans le kalām, ébauchée par al-Juwaynī et poussée plus avant par al-Ghazalī. Non seulement il emprunte aux philosophes (Al-Farabī et Avicenne) leurs concepts et leurs méthodes, mais il n'hésite pas, lorsque leurs arguments lui paraissent plus solides, à préférer leurs thèses à celles des théologiens. Par exemple, alors qu'al-Ghazalī, dans Incohérence des philosophes (Tahāfut al-falāsifa), dénonce la thèse de l'éternité passée (ou pré-éternité) du monde, défendue par Avicenne et inspirée d'Aristote, comme hérétique, Ar-Rāzī examine la position des uns et des autres, puis conclut que si les philosophes ne sont pas en mesure de prouver l'éternité passée, leurs adversaires ne sont pas davantage capables de prouver la thèse contraire. Il refuse donc, de façon assez moderne, de trancher la question et la laisse en suspens.
Sur un autre sujet, celui de l'authenticité des prophéties, il prend nettement parti en faveur des falāsifa (Al-Matalib al-Aliya). Dans la tradition asharite, qui s'est constituée contre l'école muٴtazilite, et a toujours placé la Révélation au-dessus de la raison, il n'est pas concevable qu'une prophétie puisse être prouvée par la raison. Le point de vue d'Ar-Razī est assez révolutionnaire puisqu'il fonde la reconnaissance  de l'authenticité d'un prophète sur la qualité de son enseignement. Ce qui prouve cette authenticité, ce n'est pas qu'un événement donne raison au prophète, c'est que ses enseignements sont reconnus comme bons par la raison.
Au contraire, il peut lui arriver aussi de s'écarter des thèses d'Avicenne. C'est le cas sur la question de l'existence de l'Être nécessaire. S'il emprunte ce concept à Avicenne, il en fait une nouvelle analyse : tandis que pour Avicenne, l'existence vient nécessairement s'y ajouter, pour ar-Rāzī, son existence est déjà incluse dans son essence.
Il lui arrive aussi d'emprunter des concepts à ses adversaires mutazilites. Par exemple, il reprend à son compte la théorie du ḥal, ou théorie des modes, introduite par al-Jubba'i, pour résoudre la question de la vision de Dieu. Le Coran promet que les fidèles verront Dieu dans l'Au-delà. Cette affirmation pose des problèmes théologiques : comment Dieu, qui n'est pas une substance, pourrait-il être vu ? La vision implique la matérialité, aussi la spatialité, or Dieu n'a pas d'étendue. Les mutazilites considèrent que le verset doit être interprété allégoriquement. Les adversaires karramites d'Ar-Razi, au contraire, prennent à la lettre la promesse coranique, et attribuent des qualités anthropomorphiques à Dieu. Les asharites s'y refusent, s'appuyant sur le dogme de la transcendance (Dieu n'a aucun semblable). Pour les asharites, Dieu sera visible dans l'Au-delà, mais ils refusent de s'aventurer à expliquer la possibilité de cette vision. Ar-Razi met à profit le concept de ḥal pour risquer une explication : les croyants au Paradis ne verront pas Dieu lui-même, ou l'essence de Dieu, mais Allah sous un certain mode d'être.
Cette démarche doit beaucoup à al-Baghdadi qui, dans son Kitāb al-Mu'tabar, prend la peine d'exposer les opinions de ses adversaires avant de les réfuter ou de les adopter. C'est en partie grâce à lui que les idées d'Avicenne ont été propagées, et que l'on peut, à l'époque d'al-Razi, citer le philosophe sans crainte. « J'ai simplement cité la quintessence de toutes les doctrines (...) J'ai cherché jusqu'au bout à les présenter de la façon la plus favorable ». La méthode d'ar-Razi emprunte aussi à la tradition des traités de kalam la démarche d'exposer de façon exhaustive les aspects et conséquences de chaque question et de les explorer complètement avant de donner un avis,. Le Al-Mabâhith est exemplaire de cette méthode dialectique.

### Les attributs divins
Dans la continuité de ses prédécesseurs asharites, il critique l'anthropomorphisme.
L'Imâm Ar-Razi était un fervent défenseur de la doctrine de l'unicité. Ainsi, dans son célèbre tafsîr (exégèse) connu sous le nom de « At-Tafsîrou l-Kabîr », lors de l’explication du verset 11 de la sourate 42 dite Ach-Choûra { ليس كمثله شيء } (layça kamithlihi chay) qui signifie « Rien n’est tel que Lui », il a dit : « Les savants du Tawhîd par le passé et par le présent ont retenu cette âyah [ce verset] comme argument pour nier le fait qu'Allâh ta’âlâ soit un corps composé d’organes et de parties étant dans un endroit et une direction. Ils ont dit : s’Il était un corps Il aurait été semblable à tous les corps et ceci implique qu’Il aurait des semblables et des ressemblants à Lui, or ceci est faux du fait même du Texte explicite de Sa Parole ta’âlâ : { ليس كمثله شيء } (layça kamithlihi chay) qui signifie « Rien n’est tel que Lui ». »
Également dans son livre « Ousoul Ad-Dîn » il a dit : « Les moujassimah (anthropomorphistes) sont mécréants car ils ont cru que tout ce qui n’est pas localisé, limité et dans une direction alors n’existe pas. Et nous, nous croyons que tout ce qui est localisé, limité est entré en existence et Son Créateur existe et n’est ni localisé, ni limité et ni dans une direction. Les moujassimah (anthropomorphistes) ont donc nié l’Être Qui a la divinité c’est pour cela qu’ils sont déclarés mécréants.» Deux écoles avaient défendu en effet une position strictement littéraliste quant aux versets susceptibles d'une lecture anthropomorphiste : les karramites (disciples de Karram, mort en 870), et, dit-on, Muqātil ibn Sulaymān. Ar-Rāzī propose, dans son Commentaire, des interprétations allégoriques. Au sujet du mot sāq (jambe), il fait remarquer que le verset incriminé ne rattache pas explicitement le sāq à Allah - il pourrait s'agir aussi bien de la jambe d'un ange.

#### Les noms divins
Faḫr ad-Dīn ar-Rāzī est l'auteur d'un Traité sur les noms divins (Lawāmi' al-bayyināt fī al-asmāٴ wa al-ṣifāt). Cette question des noms (أسم, ism ; au pluriel أسماء, asmāٴ) et des qualités ou attributs (صفة, ṣifāt) de Dieu est en effet cruciale dans l'école asharite. C'est la réponse à ce problème qui permet à l'école de se positionner par rapport à ses adversaires, en particulier mutazilites. L'islam est un monothéisme. Il affirme avec force l'unicité et l'unité (tawhīd) de Dieu. Or les Attributs (science, volonté, justice etc.), en raison de leur multiplicité, peuvent être vus comme une faille introduite dans l'unité divine. C'est la raison pour laquelle les mutazilites, afin d'éviter tout risque de compromettre cette unité, nient que les attributs de Dieu aient une réalité distincte de son essence : les attributs ne sont pas distincts de l'essence de Dieu, ils se confondent avec elle,. Les jahmites vont jusqu'à nier la réalité des Attributs.
On voit que la façon dont on désigne Dieu - les noms qui lui sont donnés dans le Coran : le Sage, l'Instruit, le Tout-puissant etc. - a des implications théologiques. Ces noms ne sont-ils que des mots, comme le pensent les mutazilites, ou renvoient-ils à une réalité ? Cette question a été abordée par les théologiens asharites, à commencer par le fondateur de l'école lui-même. La position asharite consiste, contre les mutazilites, à affirmer la réalité des attributs divins, mais en se gardant de tomber dans le corporéisme et l'anthropomorphisme, et sans pour autant introduire une multitude de réalités semblables à Dieu par leur éternité. Car rien n'est semblable à Allāh. C'est le dogme. Pour Ar-Rāzī, les Attributs sont réels ; il reste ash'arite sur ce point, mais avec des assouplissements qui rapprochent sa position de celle des mu'tazilites.
Par exemple, au sujet de cet attribut qu'est la Parole, Ar-Razi, dans ses Controverses, se positionne dans le débat qui sépare les théologiens asharites et mutazilites : le Coran est-il incréé, ou créé par Dieu? La Parole elle-même est éternelle. Mais la Révélation, elle, est créée, considère Fakhr al-Din. Ainsi, il conserve de l'asharisme l'idée que la parole divine, c'est-à-dire la signification, la « parole intérieure » (kalâm nafsî) est éternelle. Mais il se rapproche du point de vue mutazilite en considérant que la Révélation, les sons qui manifestent cette parole intérieure, est créée. Cette opinion lui semble sans contradiction avec le dogme : si Allah est tout-puissant, il peut donc créer, dans un corps, des sons audibles par l'oreille humaine, et qui expriment sa Parole.
L'étude des « noms » de Dieu implique la mise en œuvre des compétences linguistiques qui sont celles de l'exégète : en effet, selon que les mots qui désignent Dieu, dans la langue arabe, sont des noms (des substantifs) ou des qualificatifs, des attributs ou des états (le ḥal est une notion grammaticale avant de devenir un concept théologique), cela implique une façon différente de concevoir la nature des qualités ou des attributs divins. Les noms d'Allah (asmāٴ) ont leur source dans le texte coranique, mais pas les qualités (ṣifā). Ces dernières ne sont en général que des qualificatifs dérivés des substantifs ; mais certains Noms sont eux-mêmes des dérivés : 'alim, le Savant, dérive de 'ilm (la science). Les différentes positions théologiques, mutazilites et acharites notamment, sur la nature des qualités (attributs ou états) et la question de leur rapport avec l'essence de Dieu, ont des racines dans la langue arabe.
En plus, cette question des noms de Dieu met en jeu un sujet délicat, cause de querelles au sein de l'islam : celui de la Parole divine. Les noms divins dont parle Ar-Rāzī sont ceux que le Coran attribue à Dieu. C'est-à-dire qu'il s'agit de la façon dont Dieu est désigné dans la Révélation même qu'Il a faite à Muḥammad. Dans quelle mesure ces noms sont-ils adéquats pour désigner le Très-haut, celui qui transcende par définition l'expression humaine ? Le problème qui surgit ici est celui du statut de la parole exprimée dans le Coran et de la capacité du langage humain à désigner une réalité qui le dépasse.
Enfin, chacun de ces Noms, et certains en particulier, est lourd d'implications théologiques. Par exemple, le Tout-Puissant ou le Souverain (al-Malik) implique une prise de position sur la place laissée à la liberté de l'homme ; le Juste (Al-'Adl) soulève un problème de théodicée. Les asharites mettent davantage l'accent sur la Puissance et la Volonté divine, tandis que les mutazilites privilégient la Justice et la Sagesse. Loin d'être une simple réflexion sur des mots, le Traité sur les noms divins est donc déjà un traité de théologie.
Dans le débat qui les oppose aux mutazilites, ar-Razi se range aux côtés des asharites : il affirme la réalité des Attributs. Mais il adopte une position  plus nuancée que celle du fondateur de l'école, Al-Ash'ari, proche de celle d'al-Baqillani : il conçoit les Attributs en termes d'activité plutôt que comme des prédicats statiques. L'asharisme de Fakhr ad-Din transparaît dans son commentaire coranique : sa conception de l'essence divine en termes d'activité le conduit à mettre l'accent sur la puissance de Dieu par rapport à sa science ; son interprétation de l'attribut Vivant fait également ressortir la puissance de Dieu comme volonté libre. Voilà qui apporte une réserve à l'influence néo-platonicienne d'Avicenne : pour Ar-Razi, Dieu ne crée pas par nécessité, comme le suggère la théorie de l'émanation, mais par volonté. Le takwīn ou acte créateur ne se distingue donc pas de la Toute-puissance. Pour Fakhr al-Din, le takwīn et la Toute-puissance ne sont pas distincts : la création est un acte volontaire.

### Prédestination et libre arbitre
La pensée d'ar-Rāzī est dans la continuité de l'école asharite. Dieu, tout-puissant, est la seule cause vraiment efficace dans l'univers. Même si nous avons le sentiment de notre volonté et croyons agir librement, notre intention n'est qu'une cause seconde. La seule volonté efficiente est celle d'Allāh. Notre propre volonté n'est qu'un effet de la volonté divine. Même si le concept de cause seconde est emprunté à Avicenne, les outils des philosophes sont ici au service d'une thèse qui reste dans la tradition asharite, et que Frank Griffel résume en décrivant l'homme comme « un acteur contraint sous le déguisement d'un agent libre » (a compelled actor in the guise of a free agent). Cependant, ar-Rāzī n'est pas indifférent à l'argument des mu'tazilites qui pointent la difficulté qu'il y a à faire de Dieu la cause du mal et à nier la responsabilité humaine. S'il ne peut accepter, en tant qu'ash'arite, que la liberté humaine limite la Toute-puissance de Dieu, il ne peut non plus envisager que Dieu puisse tromper les hommes en les laissant croire qu'il dépend de leur volonté de gagner le Salut par leurs bonnes actions. Il propose une solution qui n'est pas sans rappeler l'ancien stoïcisme : l'homme bon doit vouloir ce qui lui arrive, sachant que cela est nécessairement juste, et fait partie du plan de la Providence. C'est en cela que la volonté humaine peut intervenir.

#### La connaissance des particuliers
Cette question présente un lien avec celle de la prédestination, car introduire une part de liberté dans l'action humaine pourrait conduire à mettre en doute la possibilité de connaître à l'avance les actions des hommes. Elle a fait l'objet de polémiques entre théologiens et philosophes. Dieu peut-il connaître les particuliers ? Ne connaît-il que l'universel, ou sa science descend-elle aux détails de l'existence des individus ? Les philosophes objectent que Dieu, d'essence spirituelle, ne peut connaître des êtres matériels, car il lui faudrait pour cela des organes sensoriels. En outre, la réalité particulière étant changeante, sa connaissance obligerait la science divine à être changeante elle aussi. Mais le Coran affirme que Dieu connaît tout, jusqu'au moindre atome, et que sa science est immuable. Les théologiens asharites s'en tiennent en général au dogme de l'omniscience divine. C'est pourquoi al-Ghazali qualifie al-Farabi et Avicenne d'hérétiques pour avoir nié la possibilité pour Dieu d'avoir une connaissance des particuliers,.
Dans le Al-Mabâhith al-mashriqiyya, Ar-Rāzī examine avec soin les positions des uns et des autres, notamment celle d'al-Baghdadi, qui défend l'idée que l'univers étant comme un tout organique, où chaque élément concourt à une fin, Dieu a donc pensé chaque détail. Faḫr ad-Dīn ne se satisfait pourtant pas de cet argument. Sa réponse, plurielle, est prudente et nuancée. Il conclut que l'impossibilité pour Allah de connaître les particuliers n'est pas prouvée ; mais la thèse contraire n'est pas démontrée non plus. Il se peut que Dieu n'ait pas cette connaissance, mais qu'il ait créé un être qui, lui, la possède. Il est possible également, selon lui, que Dieu puisse connaître les êtres singuliers en pensant sa propre essence.

#### La prière individuelle
Dans le Traité sur les noms divins, Ar-Rāzī aborde de façon originale la question de la prière individuelle, et précisément de ce genre de prière qui consiste à exprimer une demande à Dieu. Ce type de demande a fait l'objet de critiques dès l'Antiquité. Par exemple, Ménandre, dans l'Arbitrage (V, 4), fait dire à l'un de ses personnages : « Tu t'imagines que les dieux s'occupent de tous ces gens-là ? Mais tu veux les accabler de soucis ! ». Il souligne ainsi la contradiction qui consiste à demander, pour soi seul, à changer l'ordre du monde. Dans une perspective asharite, où l'ordre des choses est prédéterminé, la prière qui consiste à formuler un souhait revient à demander à Dieu de changer son œuvre. C'est supposer Dieu changeant. Mais Faḫr ad-Dīn réhabilite la prière, y compris la prière de demande, en lui donnant un sens : la prière de demande ne doit pas seulement être vue comme une tentative un peu égoïste et vouée à l'échec, pour infléchir la volonté de Dieu. La prière permet un changement dans le fidèle. La formulation de sa demande est pour le croyant l'occasion d'en peser la valeur et de prendre conscience, justement, de son prix ou, au contraire, de sa futilité. C'est en formulant sa demande que le fidèle peut se dire : mon désir est-il essentiel ? et le cas échéant changer son désir. Ainsi, la prière de demande n'est pas vaine, car elle a un effet sur le croyant.

## Philosophie
Fakhr al-Din a été impressionné par la pensée d'Avicenne. Cela ne l'empêche pas cependant de conserver un recul critique par rapport au cheikh al-raïs. Ainsi, il a écrit un commentaire du Kitab l-Isharat, où il critique parfois Ibn Sina.
Dans al-mulakhkhas, il introduit une nouvelle division de la philosophie en trois parties : étude de ce qui est commun à tous les êtres ; les substances et les accidents ; métaphysique. La métaphysique se trouve à son tour divisée en deux : les existants ; la Cause première (le Créateur). La partie concernant les substances est à son tour divisée selon ses objets : les corps (composés et non composés) ; les âmes ; les intellects.
Sa conception de l'âme emprunte beaucoup à Platon et Aristote : l'âme est ce qui informe le corps, elle en est le principe vital. Elle est immortelle. Il innove à propos de la relation de l'âme et du corps, en expliquant que l'âme, distincte du corps, lui est toutefois unie par un lien privilégié : l'âme, dit-il, aime son corps. L'âme et le corps, étant de nature différentes, peuvent être séparés, ce qui arrive lors de la mort. Mais l'âme ne peut pas, en raison de son affinité avec le corps qu'elle a animé, se réincarner dans un autre. La question se pose alors : qu'advient-il du corps dans l'Au-delà ? Le dogme musulman comporte en effet l'idée que non seulement l'âme, mais le corps, ressuscitent, pour éprouver les tourments de l'enfer, ou les délices du paradis, décrits dans le Coran comme physiques. Al-Ghazali avait reproché à Avicenne de trop intellectualiser la nature de ces plaisirs et souffrances et de nier la résurrection du corps. Afin de répondre à ceux qui doutent de la possibilité de reconstituer le corps après la mort, Al-Razi fait appel au concept de quiddité. Il suppose que Dieu, après l'avoir anéanti, recrée l'essence de l'individu.

## Sciences

### Logique
En matière de logique, depuis l'Antiquité, deux visions se distinguent. Une tendance platonicienne, qui voit dans la logique un pouvoir heuristique, et lui attribue la possibilité de découvrir la vérité. Une tendance aristotélicienne, qui voit, comme le suggère le titre donné aux œuvres logiques d'Aristote, un simple organon, un outil incapable par lui-même de faire avancer la connaissance, mais seulement de vérifier les hypothèses découvertes par d'autres moyens. Si al-Ghazali se rattache à la dernière tendance, ar-Razi poursuit plutôt la tendance platonicienne : la logique est pour lui constitutive.
L'origine païenne de la logique a pu être un frein à son adoption par les théologiens musulmans, mais cette époque est révolue. L'introduction de la logique dans le kalām, de même que la pratique des sciences profanes (ulūm al-duniā) a fait l'objet de résistances. Mais pour Razi, elle va de soi.

### Astrologie et physiognomonie
C'est l'un des points sur lesquels Ar-Razi se distingue d'Ibn Sina : il considère l'astrologie comme une science, tandis qu'Avicenne a écrit des Réfutation des prédictions de l'avenir fondées sur les horoscopes. En revanche, il s'intéresse comme Avicenne à la physiognomonie, cette science qui prétend inférer, de l' « aspect extérieur » d'une personne, ses « dispositions intimes ».

### Physique: hypothèse des univers multiples
Al-Rāzī, abordant sa conception du monde physique dans Al-Matalib al-‘Aliya, critique le modèle géocentrique. Il « explore l'idée de l'existence d'un multivers dans le contexte de son commentaire » en s'appuyant sur le verset coranique « Toute la gloire revient à Dieu, Seigneur des Mondes ». Il soulève la question : est-ce que le terme « Mondes » renvoie à « des mondes multiples au sein d'un seul univers ou cosmos, ou bien à d'autres univers multiples ou à un multivers au-delà de l'univers connu »?  
Al-Rāzī écrit :
Il est établi par évidence qu'il existe au-delà du monde un vide sans limite terminale (khala' la nihayata laha), et il est établi de même par l'évidence que Dieu le Tout-puissant exerce son pouvoir sur tous les êtres contingents (al-mumkinat ). Par conséquent Lui, le Très Haut, a le pouvoir (qadir ) de créer des millions de mondes (alfa alfi 'awalim) au-delà de ce monde-ci de sorte que chacun de ces mondes soit plus grand et plus massif que ce monde-ci, tout en étant à sa ressemblance, avec al-arsh et al-kursiyy (le Trône), la Terre (al-ard), le Soleil (al-shams) et la Lune (al-qamar). Les arguments des philosophes (dala'il al-falasifah) afin d'établir que le monde est unique sont minces et légers, et fondés sur de faibles prémisses.
La pensée d'Al-Rāzī a évolué sur ce point, car dans Al-Mabâhith, il affirmait l'existence d'un seul monde et niait le vide. Mais dans le Grand commentaire et dans Al-Matalib al-‘Aliya, il raisonne différemment. L'argumentation de Fakhr ad-Dîn repose sur sa conception atomistique du monde, héritée de la théorie asharite. L'existence des atomes et la réalité du monde impliquent nécessairement l'existence du vide. En effet, sans vide, les atomes ne pourraient pas se mouvoir et n'auraient pas pu s'agréger pour former des composés (on rencontrait le même argument chez Épicure). Dans le volume 5 du Matalib, il décrit le vide qui existe entre les étoiles et les constellations, ce qu'on appellera plus tard le vide interstellaire. Il suppose qu'il existe un vide infini au-delà du monde connu, et que Dieu, étant tout-puissant, a le pouvoir de remplir ce vide avec une infinité d'univers.
Dans le Tafsīr al-kabīr, il interprète la formule de la sourate La fatiha « Louange à Dieu Seigneur des mondes » comme une référence au monde d'ici-bas, et au monde de l'Au-delà. Comme le rappelle Arnaldez, le Coran n'est pas un manuel de science, et le but d'une exégèse n'est pas de prouver que la science justifie le Coran : « Le Coran ne justifie pas la science, ni la science le Coran ».

## Fiqh
Fakhr ad-Din a aussi réfléchi à des questions relatives au droit musulman (fiqh), qu'il a enseigné. Il était de l'école chaféite, comme son père,, qui fut son premier maître en jurisprudence. Cela ne l'empêche pas de  garder, comme en théologie, son indépendance à l'égard de l'école. En ce domaine, il est l'un de ceux qui font le plus de place au maslaha. Ce principe autorise, lorsqu'une question juridique ne trouve pas de réponse toute faite dans le Coran ni dans la tradition, à prendre en compte l'intérêt général.
Dans les questions de droit, il fait intervenir la raison, et même les concepts philosophiques. Par exemple, dans l'une des Controverses (Al-munâzarât), il examine un problème de droit commercial : la légitimité de ce que l'on appelle aujourd'hui un délai de rétractation. Il fait intervenir dans sa réflexion les concepts, empruntés à Avicenne, de possible et de nécessaire : l'accord entre l'acheteur et le vendeur rend la vente possible, sans la rendre aussitôt nécessaire.

## Exégèse coranique

### Méthode exégétique
Ce savoir, qui touche un grand nombre de domaines, est mobilisé par Ar-Razi dans sa pratique de l'éxégèse. Toutes ces sciences concourent à une meilleure compréhension du Coran. Son Grand commentaire s'ouvre en effet sur l'idée que comprendre le Coran exige une infinité de connaissances. Son commentaire de la sourate al-Fātiḥah, qui ouvre le Coran, souligne que la meilleure manière de rendre louange à Dieu, c'est de connaître sa Création en se livrant à l'étude des sciences. « Rien ne montre mieux que pour ce philosophe obéir à Dieu c'est d'abord servir la vérité ».
Rāzī s'appuie donc sur sa connaissance de la langue arabe et sur l'étymologie pour expliquer le Texte. À commencer par les différents sens et les connotations du mot Qur'ān, qui désigne, comme on l'a souvent dit, la récitation ou la lecture, mais peut signifier aussi proclamation ou rassemblement. Le mot kitāb, par lequel est désignée la Révélation dans le Coran, en plus de son sens de livre, peut également signifier une prescription, ou encore une preuve.
Fakhr al-Din adopte la règle énoncée par al-Ghazali : « La licéité de se livrer à une interprétation est subordonnée à l'impossibilité logique d'une explication littérale d'un texte ». C'est seulement si une démonstration (buhrān) l'impose qu'on doit interpréter ; sinon, le sens littéral doit être admis. Fakhr ad-Din se démarque ainsi de Al-Zamakhshari, dont l'exégèse fait trop souvent appel, à son goût, à l'interprétation allégorique.
Le Grand commentaire du Coran apporte une nouveauté dans la méthode d'exégèse des Textes sacrés, c'est la critique des hadiths. La tradition prophétique peut être utilisée pour éclairer le Coran, mais non sans avoir subi au préalable un tri et une analyse. Cette étude critique des hadiths n'est pas nouvelle, elle se pratique déjà dans le fiqh. Mais la nouveauté apportée par ar-Razi, c'est d'appliquer une critique du point de vue du contenu et non seulement de la forme. En effet, les hadiths sont évalués et hiérarchisés habituellement en fonction de critères formels : le caractère ininterrompu de la chaîne des rapporteurs (isnād), la fiabilité des rapporteurs, le nombre des témoins. Ar-Razi est l'un des premiers à faire entrer en ligne de compte le contenu du message lui-même (matn). Il ne rejette pas la Sunna comme élément d'exégèse du Coran, mais considère que les hadiths ne sont pas infaillibles. Cette méfiance à l'égard des hadiths le rapproche des mu'tazilites.
Cependant, une fois ces précautions mises en place, c'est la Tradition qui doit servir de critère dans l'herméneutique. Il faut éviter de tomber dans l'interprétation personnelle et arbitraire - reproche adressé aux mu'tazilites. Certes, l'interprétation doit être guidée par la raison. C'est cette dernière qui permet de concevoir des hypothèses diverses sur le sens caché des énoncés ambigus ou obscurs. Mais c'est la Révélation qui permet, en dernière analyse, de trancher entre ces hypothèses de lecture : « Le fondement de la possibilité est dans la raison. On ne connaît sa fausseté (c'est-à-dire que cette possibilité n'est pas réalisée dans l'existence hors de la pensée) que par des preuves tirées de la tradition. » (Grand commentaire, sur le verset XIX, 17).
Bien que dirigé contre les thèses mutazilites, l'une des caractéristiques du Grand commentaire, c'est sa forme inspirée du kalām et de la dialectique, qui s'exprime dans le recours par Fahr ad-Din à l'exposé d'interprétations multiples et concurrentes, mises en discussion, avant de finalement exercer un choix.
L'une des préoccupations de Fakhr ad-Din dans son tafsīr est de faire apparaître la cohérence du texte coranique, malgré son apparente dispersion. Dieu est un, sa parole doit donc aussi être une. Ainsi, la sourate 18 (al-Kahf) cite trois récits apparemment sans lien : la légende des Sept dormants (XVIII, 8-25) ; la parabole des deux hommes à qui est donné à chacun un jardin (31-44) ; la rencontre de Moïse avec un inconnu (59-81). Ar-Razi voit une unité dans l'intention de ces trois passages : ils ont tous les trois une valeur édifiante, ils soulignent la vanité des choses de ce monde et font l'éloge de la modestie.

### Mafātih al-ghayb: les clés du mystère
L'essence de Dieu fait l'objet d'un mystère (ghayb). Le titre du Commentaire de Razi est une expression coranique (par exemple VI, 59 : « Il détient les clés du mystère »). Mais le Coran instruit le lecteur sur la nature de Dieu. L'analyse par Fakhr al-Din de deux formules en apparence semblables est à cet égard riche d'enseignements. Plusieurs sourates commencent par la formule « Louange à Dieu » (al-ḥamdu li'llāh), tandis que d'autres contiennent l'expression « Gloire à Dieu » (subhan Allâh). L'étude des sourates concernées conduit ar-Razi à la conclusion que la première formule est associée à la reconnaissance pour les bienfaits offerts par la Providence. La seconde se rencontre plutôt dans des passages qui mettent en avant la transcendance divine, c'est-à-dire le fait qu'aucun être créé ne lui ressemble. Cette dernière croyance est un article de foi fondamental dans l'islam. Mais le tanzih (transcendance), faisant de Dieu un être sans commune mesure avec l'homme, risque d'éloigner Dieu des croyants, et de faire de lui un être abstrait. La première formule adoucit cet aspect en soulignant la relation de Dieu à ses créatures. Les deux formules révèlent deux facettes fondamentales du divin : à la fois sa transcendance, mais aussi sa compassion pour ses créatures.

## Postérité
Frank Griffel le considère comme le philosophe et théologien musulman le plus important après Al-Ghazalī. Fakhr ad-Dīn ar-Razī aura une forte influence sur al-Baydawī et al-Ijī (d. 1355), qui seront eux-mêmes étudiés dans les universités jusqu'au XXe siècle. Son Grand commentaire sur le Coran a connu un grand succès, et son commentaire de l'Al-Isharat d'Avicenne a été étudié dans les medersa jusqu'au XXe siècle.

### Œuvres
Fakhr al-Din a écrit une centaine de livres.
Jāmi' al-ʿUlūm, une somme encyclopédique.

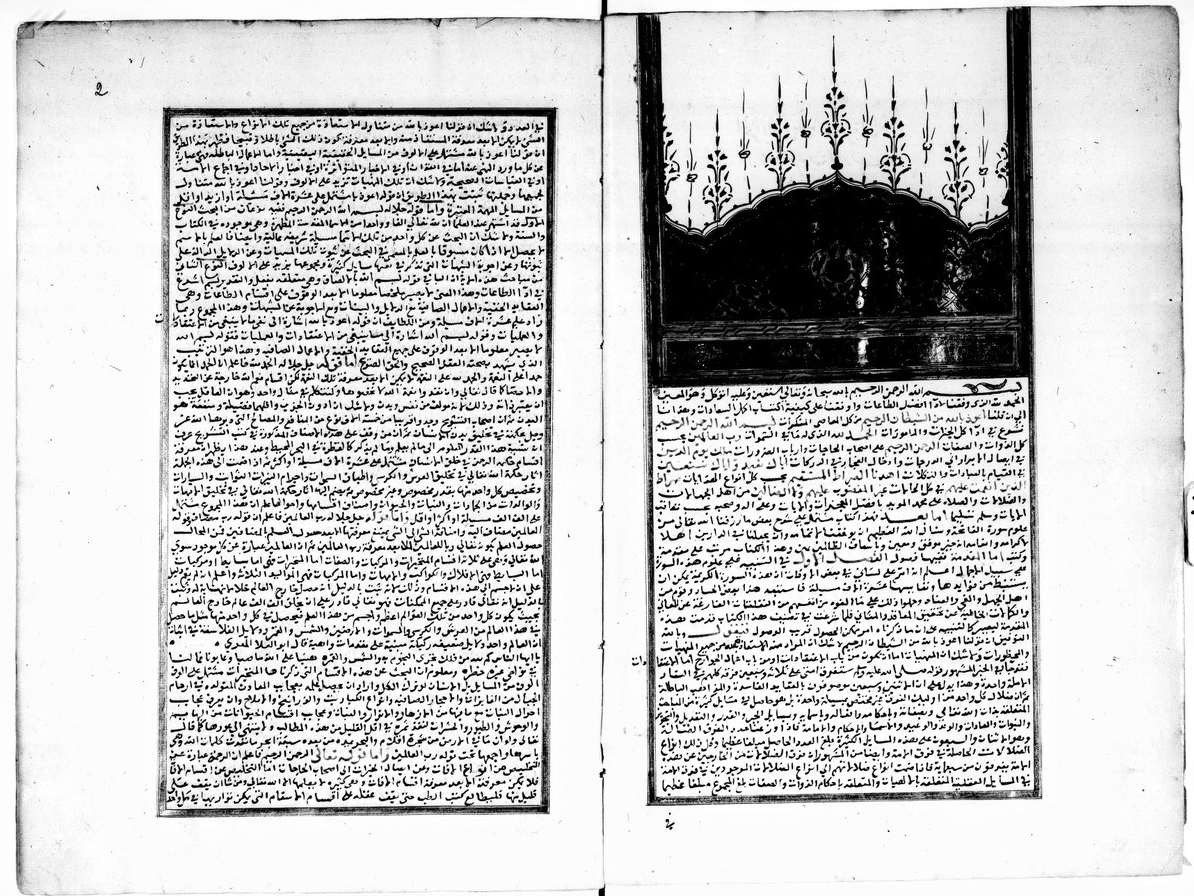
Manuscrit du Tafsīr al-kabīr (Grand commentaire ou Mafātih al-ghayb) de Faḫr al-Dīn al-Rāzī - BNF/Gallica

#### Exégèse coranique
- Mafâtih al-ghayb (ca. 1198-1206), littéralement Les clés de l'inconnaissable (ou Les Clés de l'invisible) aussi connu comme At-Tafsîr al-Kabîr, Le Grand Commentaire du Coran. Ce livre en 32 volumes a été achevé par un disciple[75].

#### Théologie (kalām)
- Notations sur les principes de la religion (Ma'âlim fî-usûl al-Dîn)
- L'acquis des connaissances des modernes et des anciens (Muḥaṣṣal afkār al-mutaqaddimīn wa-al-mutaʾakhkhirīn). Traité théologique.
- Al-’arba ‘in fi uṣūl ad-din (« Quarante questions sur les fondements de la religion »).
- Traité sur les noms divins (Lawāmi' al-bayyināt fī al-asmāٴ wa al-ṣifāt), traduit par Maurice Gloton, éd. Al bouraq, 2009,  (ISBN 978-2-84161-328-1) (BNF 43880499).
- Al-Matalib al-Aliya (« Thèses sublimes sur la science divine »). Son dernier livre, inachevé, sur la théologie et la métaphysique.
- Impeccabilité des prophètes, trad. fr. de Iṣmat al-anbiyāʿ par Michel Lagarde. Éd. Al Bouraq, 2020.
- Ãsās al-taqdis (en), sur la transcendance, réfutation des lectures anthropomorphistes du Coran. Il a été attaqué par ibn Taymiyya dans al-Ta'sis fi Radd Asas al-Taqdis.
- Taḥṣīl al-ḥaqq ve tahqiq al-khalq (« L'exposition de la vérité et des croyances »), écrit en persan. La première partie expose le dogme sunnite ; la seconde décrit des croyances non orthodoxes, et comporte un chapitre où Ar-Razi se défend d'être un philosophe[29].
- Al-munâzarât (« Controverses »), sur des sujets divers, publiées en 1937 en anglais par F. Kholeif.
- Nihāyāt al-'uqūl fī dirāyat al-usūl (« Limites extrêmes des intelligences dans la compréhension des principes »).
- I`tiqadat firaq al-Muslimin wa-al-Mushrikin (« Les dogmes des sectes musulmanes et polythéistes »).
- Al-Jawhar al-Fard, sur l'atomisme[82].

#### Philosophie et logique
- al-Mulakhkhas fi l-hikma wa-l-mantiq (« Abrégé de philosophie et de logique »). Frank Griffel regrette que le manuscrit ne soit toujours pas édité[8].
- Kitab al-mantiq al-kabir (Grand livre sur la logique).
- Les recherches orientales (Al-Mabâhith al-mashriqiyya). Somme philosophique.

#### Sciences diverses
- Livre de la physiognomonie (Kitâb al-firâsa), éd. et trad. Y. Mourad, La physiognomonie arabe, Paris, 1939.

#### Commentaires d'Avicenne
- Sharh kulliyyat al-Qanun fī al-tibb (commentaire du Canon de la médecine d'Avicenne).
- Sharh al-Isharat (commentaire du Kitab al-Isharat wa-l-tanbihat d'Avicenne).
- Sharh uyun al-hikma (« Commentaire des Sources de la sagesse »).
- Kitâb sharh al-najât (commentaire du Livre de la délivrance).

### Études
- M. Anawati, "Fakr al-Dïn al-Râzî", in Encyclopédie de l'Islam, 2° éd., t. II, 770, p. 1-773.
- R. Arnaldez, "Râzî Fakr al-Dîn al-", in Encyclopédie philosophique universelle, III : Les Œuvres philosophiques, t. I, PUF, 1992, p. 799-801.
- Ahmed Oulddali, Raison et révélation en Islam. Les voies de la connaissance dans le commentaire coranique de Faḫr al-Dīn al-Rāzī (m. 606/1210), éditions Brill, juillet 2019.